# حمله به لیماسول
حمله به لیماسول (انگلیسی: Attack on Limassol) در سال ۱۲۲۰ به وقوع پیوست زمانی که ناوگان ایوبیان حمله دریایی علیه بندر لیماسول در جزیره قبرس ترتیب داد. این حمله دریایی برای ایوبیان با موفقیت به پایان رسید.